# Oliver (sångare)
Oliver, egentligen William Oliver Swofford, född den 22 februari 1945 i North Wilkesboro, North Carolina, död den 12 februari 2000 i cancer, var en amerikansk popsångare.
Han nådde förstaplatsen på Tio i topp 1969 med låten "Good morning starshine" ur musikalen "Hair". Den blev hans enda hit i Sverige, men han fick en ännu större hit i USA med låten "Jean" från filmen "The Prime of Miss Jean Brodie" samma år.